# Rhytidodus differens
Rhytidodus differens är en insektsart som beskrevs av Korolevskaya 1968. Rhytidodus differens ingår i släktet Rhytidodus och familjen dvärgstritar. Inga underarter finns listade i Catalogue of Life.